# Похиленко, Николай Петрович
Никола́й Петро́вич Похиле́нко (род. 7 октября 1946) — советский и российский учёный-геолог, академик Российской академии наук.

## Биография
Родился в 1946 году в посёлке имени Мамонтова Поспелихинского района Алтайского края.
В 1970 году окончил геолого-геофизический факультет Новосибирского государственного университета. С 1983 года действительный член Российского минералогического общества (РМО). В 1990 году стал доктором геолого-минералогических наук, с 2001 года — профессор. В 2006 году стал членом-корреспондентом РАН. В 2007 году был избран директором Института геологии и минералогии им. В. С. Соболева СО РАН, в 2008 году вошёл в Президиум Сибирского отделения РАН.
В 2010 году был избран депутатом Законодательного собрания Новосибирской области. С 2011 года — академик РАН (Отделение наук о Земле, секция геологии, геофизики, геохимии и горных наук). С 2014 года — почётный член Академии наук Республики Саха (Якутия). Член Межакадемического совета по проблемам развития Союзного государства (Российская часть).

## Научные достижения
Н. П. Похиленко является специалистом в области петрологии, минералогии и геохимии верхней мантии и кимберлитов; разработки методов прогнозировании и поисков алмазных месторождений. Им показано, что характер и интенсивность процессов метасоматических преобразований корневых частей литосферной мантии, связанных с воздействием на них нижнемантийных суперплюмов, оказывают определяющее влияние на алмазоносность разновозрастных кимберлитов. Им впервые получены данные, прямо указывающие на существование в пределах древних платформ блоков сверхмощной (> 300 км) литосферы.
Соавтор комплекса минералого-геохимических методов поисков и оценки алмазоносных кимберлитов, содействовавшего открытию ряда месторождений в Якутии. Соавтор прогноза и участник открытия Архангельской алмазной провинции, первооткрыватель месторождения алмазов мирового класса Снэп-Лейк (Канада), автор подтвержденного прогноза новой алмазоносной провинции в нижней части бассейна р. Макензи (Канада).
Член редколлегий журналов «Геология и геофизика», «Руды и металлы», «Природные ресурсы Арктики и Субарктики», «Геология и минерально-сырьевые ресурсы Сибири» и «Наука из первых рук».
Председатель диссертационного совета 24.1.050.02 (Д 003.06.02) по защите диссертаций на соискание учёной степени кандидата геолого-минералогических наук, на соискание учёной степени доктора геолого-минералогических наук по специальности «Минералогия, кристаллография. Геохимия, геохимические методы поисков полезных ископаемых» созданного на базе ИГМ СО РАН.
Член диссертационного совета 24.1.050.01 (Д 003.067.03) по защите диссертаций на соискание учёной степени кандидата геолого-минералогических наук, на соискание учёной степени доктора геолого-минералогических наук по специальностям «Петрология, вулканология» и «Геология, поиски и разведка твёрдых полезных ископаемых, минерагения» созданного на базе ИГМ СО РАН.
Являлся секретарём организационного комитета 6-й Международной кимберлитовой конференции, которая проходила в августе 1995 года в Новосибирске.

### Публикации
Н. П. Похиленко является автором и соавтором около 300 научных работ, в том числе 4 монографий и 4 авторских свидетельств.
Книги
- Афанасьев В. П., Зинчук Н. Н., Похиленко Н. П. Морфология и морфогенез индикаторных минералов кимберлитов. — Новосибирск: Филиал «Гео» Издательства СО РАН, Издательский дом «Манускрипт», 2001. — 276 с. — ISBN 5-93240-038-2.
- Афанасьев В. П., Зинчук Н. Н., Похиленко Н. П. Поисковая минералогия алмаза. — Новосибирск: Академическое издательство «Гео», 2010. — 650 с. — ISBN 978-5-9747-0180-1.
- Соболев Н. В., Кепежинскас В. В., Овчинников Ю. И., Похиленко Н. П. Мантийные ксенолиты мезо-кайнозойских вулканических трубок Хакасии. Путеводитель экскурсии Международного симпозиума «Состав и процессы глубинных зон континентальной литосферы» 23—28 мая 1988 г., Новосибирск. — Новосибирск: Институт геологии и геофизики СО АН СССР, 1988. — 75 с.

Избранные статьи
- Pearson D. G., Shirey S. B., Carlson R. W., Boyd F. R., Pokhilenko N. P., Shimizu N. Re-Os, Sm-Nd, and Rb-Sr isotope evidence for thick Archaean lithospheric mantle beneath the Siberian craton modified by multistage metasomatism (англ.) // Geochimica et Cosmochimica Acta[англ.]. — 1995. — Vol. 59, no. 5. — P. 959—977. — ISSN 0016-7037. — doi:10.1016/0016-7037(95)00014-3.
- Boyd F. R., Pokhilenko N. P., Pearson D. G., Mertzman S. A., Sobolev N. V., Finger L. W. Composition of the Siberian cratonic mantle: evidence from Udachnaya peridotite xenoliths (англ.) // Contributions to Mineralogy and Petrology[англ.]. — 1997. — Vol. 128, no. 228—246. — P. 2—3. — ISSN 0010-7999. — doi:10.1007/s004100050305.
- Sobolev N. V., Lavrent'ev Yu. G., Pokhilenko N. P., Usova L. V. Chrome-rich garnets from the kimberlites of Yakutia and their parageneses (англ.) // Contributions to Mineralogy and Petrology[англ.]. — 1973. — Vol. 40, no. 1. — P. 39—52. — ISSN 0010-7999. — doi:10.1007/BF00371762.
- Kamenetsky M. B., Sobolev A. V., Kamenetsky V. S., Maas R., Danyushevsky L. V., Thomas R., Pokhilenko N. P., Sobolev N. V. Kimberlite melts rich in alkali chlorides and carbonates: A potent metasomatic agent in the mantle (англ.) // Geology[англ.]. — 2004. — Vol. 32, no. 10. — P. 845—848. — ISSN 0091-7613. — doi:10.1130/G20821.1.
- Griffin W. L., O'Reilly S. Y.[англ.], Doyle B.J., Pearson N. J., Coopersmith H., Kivi K., Malkovets V., Pokhilenko N. Lithosphere mapping beneath the North American plate (англ.) // Lithos[англ.]. — 2004. — Vol. 77, no. 1—4. — P. 873—922. — ISSN 0024-4937. — doi:10.1016/j.lithos.2004.03.034.
- Agashev A. M., Ionov D. A., Pokhilenko N. P., Golovin A. V., Cherepanova Y., Sharygin I. S. Metasomatism in lithospheric mantle roots: Constraints from whole-rock and mineral chemical composition of deformed peridotite xenoliths from kimberlite pipe Udachnaya (англ.) // Lithos[англ.]. — 2013. — Vol. 160—161. — P. 201—215. — ISSN 0024-4937. — doi:10.1016/j.lithos.2012.11.014.
- Sobolev N. V., Logvinova A. M., Zedgenizov D. A., Pokhilenko N. P., Malygina E. V., Kuzmin D. V., Sobolev A. V. Petrogenetic significance of minor elements in olivines from diamonds and peridotite xenoliths from kimberlites of Yakutia (англ.) // Lithos[англ.]. — 2009. — Vol. 112, no. Supplement 2. — P. 701—713. — ISSN 0024-4937. — doi:10.1016/j.lithos.2009.06.038.
- Griffin W. L., Sobolev N. V., Ryan C. G., Pokhilenko N. P., Win T. T., Yefimova E. S. Trace elements in garnets and chromites: Diamond formation in the Siberian lithosphere (англ.) // Lithos[англ.]. — 1993. — Vol. 29, no. 3—4. — P. 235—256. — ISSN 0024-4937. — doi:10.1016/0024-4937(93)90019-9.
- Howarth G. H., Barry P. H., Pernet-Fisher J. F., Baziotis I. P., Pokhilenko N. P., Pokhilenko L. N., Bodnar R. J., Taylor L. A.[англ.], Agashev A. M. Superplume metasomatism: Evidence from Siberian mantle xenoliths (англ.) // Lithos[англ.]. — 2014. — Vol. 184—187. — P. 209—224. — ISSN 0024-4937. — doi:10.1016/j.lithos.2013.09.006.
- Pearson D. G., Boyd F. R., Haggerty S. E., Pasteris J. D., Field S. W., Nixon P. H., Pokhilenko N. P. The characterisation and origin of graphite in cratonic lithospheric mantle: a petrological carbon isotope and Raman spectroscopic study parageneses (англ.) // Contributions to Mineralogy and Petrology[англ.]. — 1994. — Vol. 115, no. 4. — P. 449—466. — ISSN 0010-7999. — doi:10.1007/BF00320978.

## Награды, премии, почётные звания
- За вклад в развитие науки и многолетнюю добросовестную работу награждён Орденом Дружбы (2022)[12].
- Заслуженный геолог Российской Федерации (1996)[13].
- Премия имени А. Е. Ферсмана (2022) — за цикл работ «Развитие минералогических методов прогнозирования и поиска месторождений алмаза»[14]
- Премия имени академика В. А. Коптюга (СО РАН, 8 июня 2023) — за цикл совместных работ по теме «Импактные алмазы Попигайской астроблемы: эволюция структуры и свойств в процессе технологического передела сырья для получения продукции инструментального назначения»
- Медаль «За трудовое отличие».
- Лауреат международной алмазной премии имени Хьюго Дамметта (2007)[15].
- Почётный знак Законодательного Собрания Новосибирской области (2012)[16].
- Медаль Законодательного Собрания Новосибирской области «За вклад в развитие законодательства Новосибирской области»[17].

## Политическая деятельность
Является членом партии Единая Россия. В 2010 году был избран депутатом Законодательного собрания Новосибирской области.
В 2015 году, был повторно избран депутатом Законодательного собрания по 37 округу.
Состоит в комиссии по взаимодействию с правоохранительными органами и противодействию коррупции Новосибирской области.
Нахождение на посту было связано с крупными скандалами в связи с обвинениями его помощника Владимира Толстых в коррупции. Так же был крупный скандал с общественным деятелем Новосибирского Академродка Павлом Подъячевым и его смертью в СИЗО. По версии следствия общественник вымогал около 3 млн рублей у депутата через его помощника Владимира Толстых. При этом часть журналистов и политиков связывают дело с общественной деятельностью Павла.